# NEMS Enterprises
NEMS Enterprises este o casă de discuri metal latino-americană fondată în 1987 și condusă de omul de afaceri argentinian Marcelo Cabuli.
Casa de discuri a produs albumele următoarelor formații
- Angra
- Nepal

Casa de discuri a primit licența pentru a distribui albumele următoarelor formații în America de Sud:
- Heavens Gate
- Saxon
- Gamma Ray
- Stratovarius
- Royal Hunt
- King Diamond
- Amorphis
- Manowar
- Helloween
- Nightwish
- Motörhead (albumul Snake Bite Love)
- Blackmore's Night
- Blind Guardian
- Tarja Turunen

## Legături externe
- NEMS Enterprises Arhivat în 8 noiembrie 2007, la Wayback Machine.